# Kern (album)
Kern is het zestiende studioalbum van Stef Bos uit 2018. 

## Nummers
| Nr. | Titel                 | Schrijver(s)                                                                    | Duur |
| --- | --------------------- | ------------------------------------------------------------------------------- | ---- |
| 1.  | Rivier van tijd       | Stef Bos                                                                        | 4:43 |
| 2.  | Geen verweer          | Stef Bos                                                                        | 5:13 |
| 3.  | Later als ik dood ben | Stef Bos                                                                        | 3:27 |
| 4.  | Het roer moet om      | René van Mierlo, Lené te Voortwis, Martin de Wagter, Steven Cornillie, Stef Bos | 3:56 |
| 5.  | Tussen water en vuur  | Steven Cornillie, Stef Bos                                                      | 3:19 |
| 6.  | Valkuil               | René van Mierlo, Lené te Voortwis, Martin de Wagter, Steven Cornillie, Stef Bos | 4:45 |
| 7.  | De kern               | Stef Bos                                                                        | 3:42 |
| 8.  | Welkom                | Stef Bos                                                                        | 3:13 |
| 9.  | Achter in de rij      | A. Witzier, Stef Bos                                                            | 5:19 |
| 10. | Bakzeil               | René van Mierlo, Stef Bos                                                       | 4:39 |